# Льєдена
Льєдена (ісп. Liédena) — муніципалітет в Іспанії, у складі автономної спільноти Наварра. Населення — 335 осіб (2009).
Муніципалітет розташований на відстані близько 320 км на північний схід від Мадрида, 37 км на південний схід від Памплони.

## Демографія
Динаміка населення (INE ):

## Галерея зображень

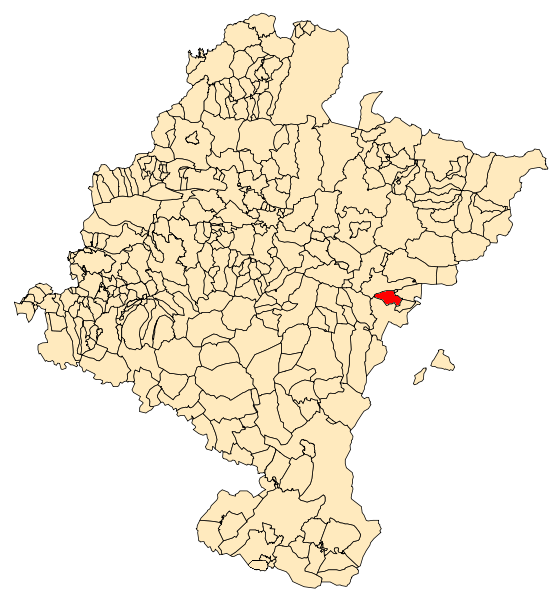
Розташування муніципалітету